# NBC Opera Theatre

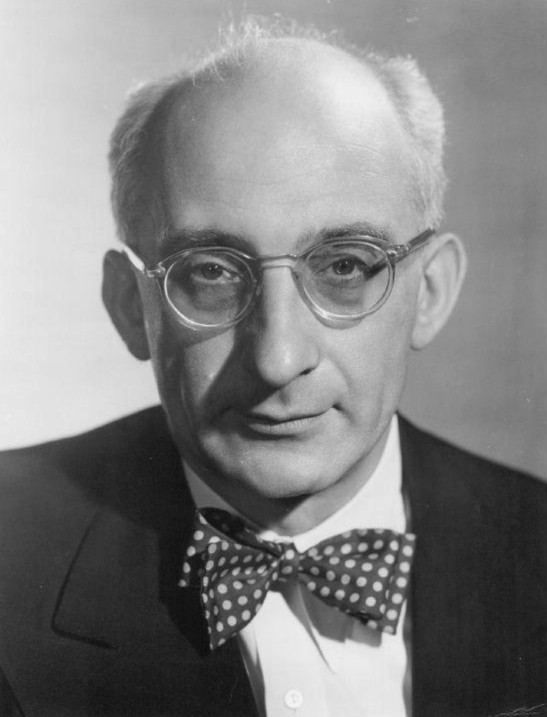
Il direttore d'orchestra Peter Herman Adler, 1951.

L'NBC Opera Theatre (a volte erroneamente scritto NBC Opera Theater e talvolta indicato come la NBC Opera Company) era una compagnia operistica americana gestita dalla National Broadcasting Company dal 1949 al 1964. La compagnia fu creata appositamente per trasmettere per televisione sia opere affermate che nuove opere per la televisione in inglese. Inoltre la compagnia diede anche presentazioni teatrali dal vivo di opere, sponsorizzando diverse produzioni itineranti negli Stati Uniti e realizzando lavori a Broadway.
Il direttore Peter Herman Adler era il direttore musicale e artistico della NBCOT e Samuel Chotzinoff era il produttore della compagnia. Il direttore d'orchestra Herbert Grossman fu direttore associato della compagnia quando fu fondata, ma in seguito fu promosso direttore d'orchestra nel 1956. Da quel momento in poi Adler e Grossman hanno condiviso il ruolo di direttore d'orchestra, mentre Adler rimase direttore musicale. La NBC sciolse l'NBC Opera Theatre nel 1964 e liquidò il suo patrimonio. La compagnia eseguì un totale di 43 opere per la NBC, la maggior parte delle quali sono state trasmesse sul programma NBC Television Opera Theatre. Il lavoro dell'organizzazione ottenne 3 nomination al Primetime Emmy Awards. Tutte le esibizioni sono state trasmesse in diretta da uno studio della NBC e non sono state preregistrate o riviste prima della messa in onda, anche se furono fatte registrazioni su pellicola e più tardi videoregistrazioni di trasmissioni in diretta per scopi di trasmissione ritardata in alcune aree.
Durante i suoi 14 anni di storia, l'NBC Opera Theatre commissionò a diversi compositori di scrivere opere appositamente per la televisione. Il più famoso e il più riuscito di questi lavori è stata la primissima nuova opera messa in scena dalla compagnia, Amahl e i visitatori notturni di Gian Carlo Menotti, che fu trasmessa in diretta in anteprima TV il 24 dicembre 1951 come prima puntata del programma Hallmark Hall of Fame. Fu la prima opera specificamente composta per la televisione in America. Altre opere commissionate dalla compagnia comprendono: The Marriage di Bohuslav Martinů (1953), Griffelkin di Lukas Foss (1955), The Trial at Rouen (1956) di Norman Dello Joio, The Swing di Leonard Kastle, La Grande Bretèche di Stanley Hollingsworth (1957), Maria Golovin di Menotti (1958), Golden Child di Philip Bezanson (1960), Deseret di Kastle (1961) e Labyrinth di Menotti (1963).
La maggior parte delle trasmissioni della NBC Opera erano sponsorizzate dalla Texaco, che era anche lo sponsor di lunga data delle trasmissioni radiofoniche del Metropolitan Opera. Quasi tutte le presentazioni di NBCOT dopo la metà degli anni '50 furono trasmesse a colori.

## Esecutori importanti
- David Aiken
- John Alexander
- Chet Allen
- Mildred Allen
- David Atkinson
- Frances Bible
- Adelaide Bishop
- Shannon Bolin
- Richard Cassilly
- William Chapman

- Richard Cross
- Phyllis Curtin
- Shirlee Emmons
- Igor Gorin
- Donald Gramm
- Melissa Hayden
- Norman Kelley
- Ruth Kobart
- Rosemary Kuhlmann
- Gloria Lane

- Mario Lanza
- Brenda Lewis
- Leon Lishner
- Mary Mackenzie
- Elaine Malbin
- Nicholas Magallanes
- John McCollum
- Andrew McKinley
- Mac Morgan
- Patricia Neway

- Anne Pitoniak
- Michael Pollock
- Frank Porretta
- Leontyne Price
- Charlotte Rae
- Judith Raskin
- John Reardon
- Emile Renan
- Robert Rounseville
- Cesare Siepi

- Glen Tetley
- Michael Trimble
- Paul Ukena
- Theodor Uppman
- Dorothy Warenskjold
- Robert White
- Dolores Wilson
- Beverly Wolff
- Kurt Yaghjian
- Frances Yeend